# Doxs!

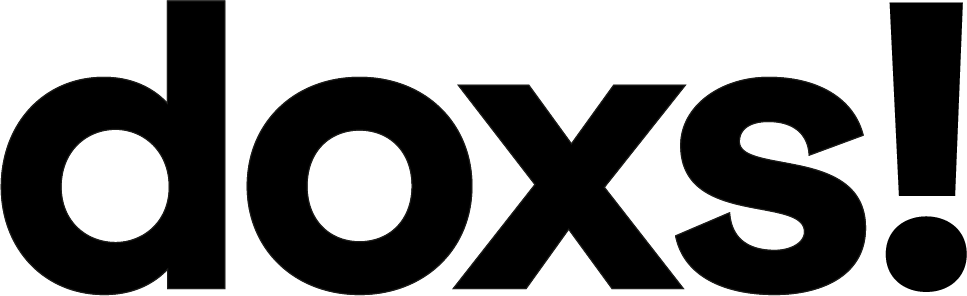

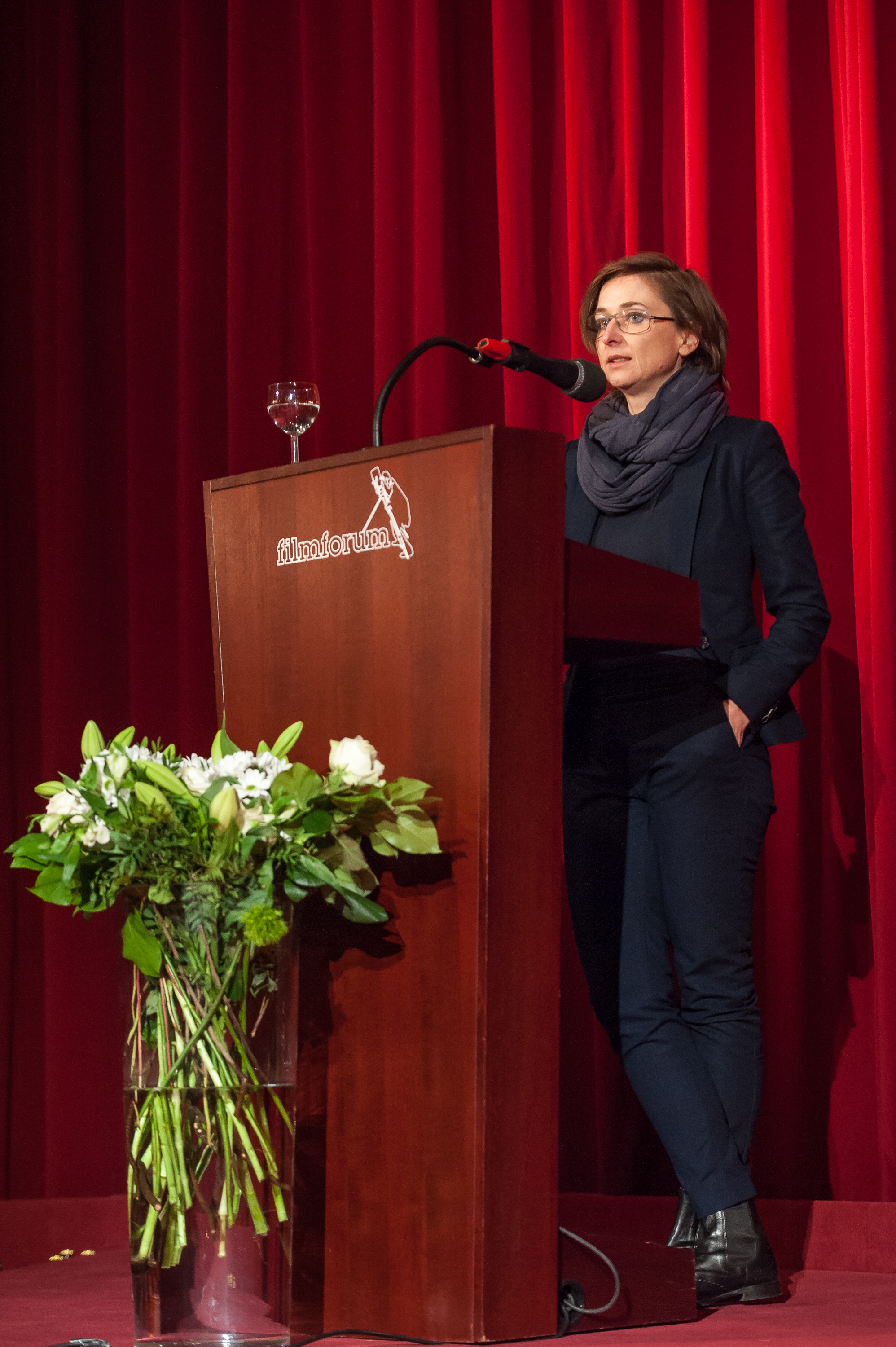
Die ehemalige Leiterin und Gründerin von doxs!, Gudrun Sommer, eröffnet das Programm im Rahmen der 39. Duisburger Filmwoche, 2015

doxs! dokumentarfilme für kinder und jugendliche ist eine Initiative, die sich der dokumentarischen Filmkultur für junge Menschen widmet. Das Projekt doxs! kino ist das bundesweit älteste Festival für Kinder- und Jugenddokumentarfilm. Es findet seit 2002 jährlich parallel zur Duisburger Filmwoche statt und wird von der Stadt Duisburg getragen. Seit 2022 agieren die Festivals als Partnerfestivals. doxs! erhält daneben Förderung von der Filmstiftung NRW, vom Ministerium für Familie, Kinder, Jugend, Kultur und Sport des Landes Nordrhein-Westfalen und der fsf (Freiwillige Selbstkontrolle Fernsehen) unterstützt. Darüber hinaus entwickelt und realisiert doxs! ganzjährig bundesweit und international medienpädagogische Projekte an Schulen und in öffentlichen Einrichtungen. Geleitet wird doxs! dokumentarfilme für kinder und jugendliche seit 2022 von Tanja Tlatlik.

## Entwicklung
Im Jahr 2002 initiierte die Duisburger Filmwoche in Kooperation mit der Filmothek der Jugend NRW e.V. und der Dokumentarfilminitiative (dfi) unter dem Motto „Ganz nah dran!“ zum ersten Mal ein Dokumentarfilmprogramm für Kinder. Im Mittelpunkt standen Dokumentarfilme, die sich mit der Welt der Kinder auseinandersetzen und deren Blickpunkt ins Zentrum stellen. Als Ergebnis konnte eine erste kleine Dokumentarfilmreihe für Kinder im Alter von sechs bis zehn Jahren als eine Alternative zum fiktional geprägten Fernsehalltag präsentiert werden.
2004 kam es zur Umbenennung des Kinderprogramms. Ein neuer, prägnanterer Name war gefunden: doxs! – ‚do’ (für Dokumentarfilm) und ‚xs’ (für die kleinste Kleidergröße) formen das Label. Ebenfalls neu war die Einführung eines Länderschwerpunktes, der in den folgenden Jahren etabliert wurde. Neben deutschen Filmen fanden ausgesuchte niederländische Produktionen den Weg auf die Leinwand. Im folgenden Jahr wurden Beiträge aus Polen, Tschechien, Estland und Ungarn präsentiert. Als neue Zielgruppe rückten auch Jugendliche (Filme ab 14 Jahren) mit in den Fokus des Festivals.
2007 wurde mit Filmen aus der DDR ein besonderes doxs!-Kinoprogramm zusammengestellt. Neun Kinder- und Jugenddokumentarfilme der DEFA sollten jungen Menschen der Gegenwart das damalige Leben und Alltagsgeschehen anhand historischen Filmmaterials näherbringen. Weitere Länderschwerpunkte des Programms waren Dänemark (2006), Frankreich (2008), Schweden (2009) und Großbritannien (2011).
2011 feierte doxs! sein zehnjähriges Bestehen und konnte über 1000 Besucher in Duisburg empfangen. Zu runden Jubiläum wurde, mit Unterstützung der Bundeszentrale für politische Bildung, erstmals – neben den Sektionen für Grundschüler und der Sparte für experimentellen Dokumentarfilm „paradoxs!“ – ein Preis für den europäischen Wettbewerb ausgeschrieben und verliehen: die „Große Klappe“.
2016 begrüßte doxs! 3100 Gäste zum 15-jährigen Jubiläum an den verschiedenen Spielstätten. Erstmals wurde der ECFA Documentary Award vorgestellt, der von der ECFA (European Children’s Film Association) und doxs! ins Leben gerufen wurde. Die internationale Fachjury vergab den ECFA Documentary Award 2016 an Erlend E. Mo und seinen Festivalbeitrag Tanz für das Leben (NO/SE/DK 2015). 2017 ging der ECFA Documentary Award an den norwegischen Regisseur Robin Jensen für seinen Film Det trygge huset / Die Zuflucht (NO 2016). 2018 wurde der ECFA Documentary Award an Bakar Cherkezishivili für seinen Film Apollo Javakheti (GE 2017) vergeben. Die Niederländerin Cassandra Offenberg erhielt die Auszeichnung 2019 für ihren Film Champ (NL 2019).
Am 10. November 2018 wurde erstmals im Rahmen der Preisverleihung der Duisburger Filmwoche ein mit 9.900 € dotiertes Arbeitsstipendium des Landes NRW für den künstlerischen Dokumentarfilm für Kinder oder Jugendliche verkündet. Die Vergabe wird jährlich vom Filmbüro Nordrhein-Westfalen in Kooperation mit doxs! organisiert.
Seit 2019 wird alle zwei Jahre der mit 6.000 € dotierte Filmpreis für den besten fremdsprachigen Kinderdokumentarfilm bei doxs! vergeben. Nominiert sind alle nicht-deutschsprachigen Filme des Festivalprogramms, die sich an ein Publikum im Alter von sechs bis 14 Jahren richten. Preisstifterin ist die Selbst.Los! Kulturstiftung – Annelie und Wilfried Stascheit. Reetta Huhtanen aus Finnland erhielt als Erste die begehrte Auszeichnung für ihren Film Aatos and the world (FI/BE/DE 2019).

## Große Klappe – Filmpreis für politischen Kinder- und Jugenddokumentarfilm

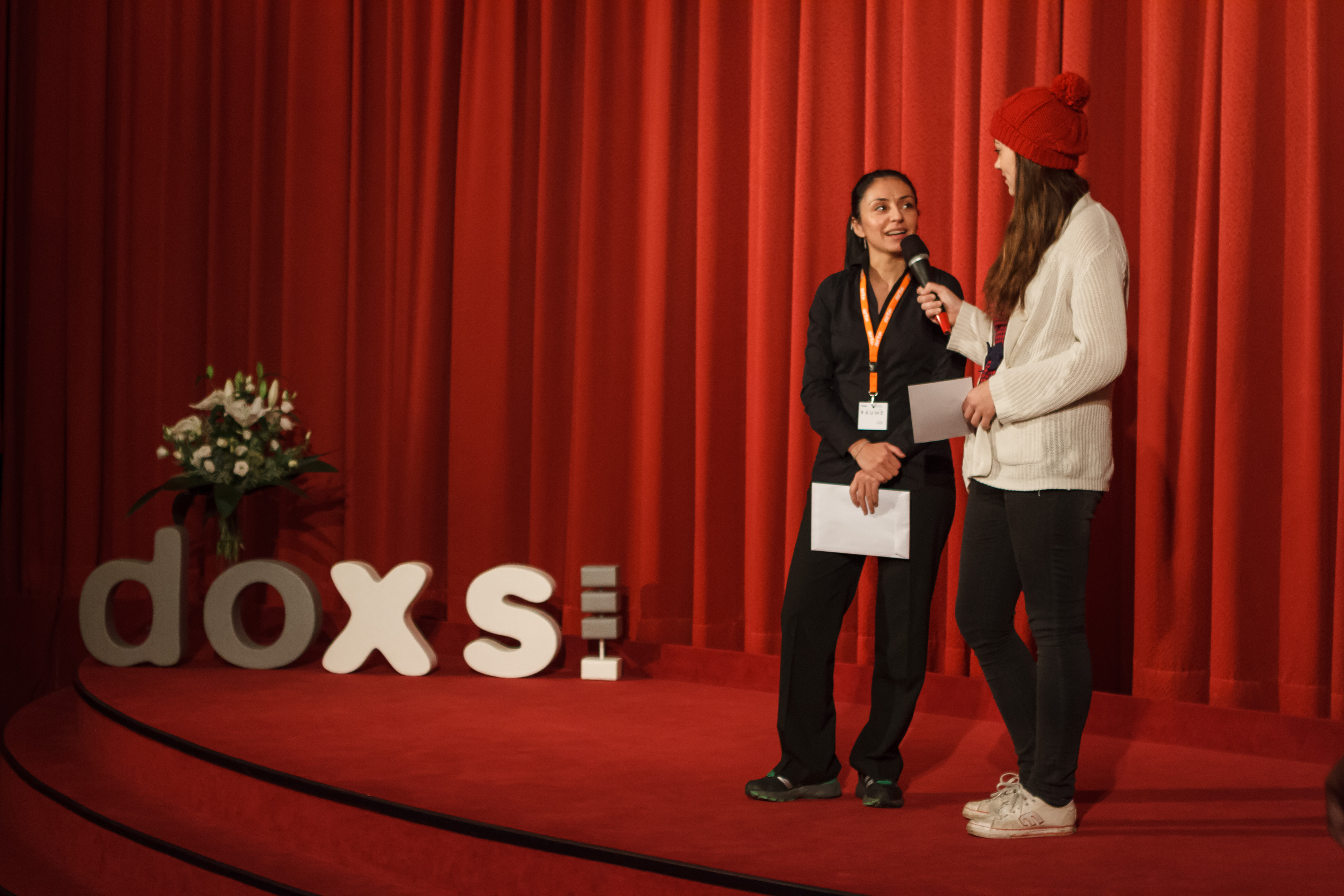
Preispartin Yasemin Şamdereli (li.) auf dem doxs!-Festival 2012 im Duisburger Kino am Dellplatz

Mit dem Filmpreis die „Große Klappe“ (Originalschreibweise: GROSSE KLAPPE) sollen Produktionen ausgezeichnet werden, die in besonderem Maße die ästhetische und politische Auseinandersetzung mit Dokumentarfilm fördern. Zur Teilnahme eingeladen sind dokumentarische Produktionen aus Deutschland und Europa, die laut Ausschreibung „mit Fantasie und Intelligenz die Lebenswelt von jungen Menschen aufgreifen und adressieren“. Dokumentarische Beobachtungen sind ebenso willkommen wie experimentelle Mischformen. Der Preis ist mit 5.000 Euro für die Regieleistung dotiert. Die Große Klappe wird seit 2011 von der Bundeszentrale für politische Bildung gestiftet. Die Gewinnerfilme erscheinen beim Partner Methode Film jeweils in einer speziell für den Schulunterricht aufbereiteten, deutsch untertitelten Fassung samt Begleitmaterial auf DVD.
2011 ging der erstmals vergebene Preis an Fabio Caramaschi für seinen Film Solo andata, il viaggo di un Tuareg / One Way, A Tuareg Journey (IT 2010).
2012 bekam die Große Klappe Regisseur Shaheen Dill-Riaz für seinen Festivalbeitrag Der Vorführer (DE 2012) aus der Reihe Fremde Kinder (ZDF/3sat).
2013 wurde in Duisburg Britta Wandaogo für ihren Dokumentarfilm Krokodile ohne Sattel (D 2012) ausgezeichnet.
2014 erhielt der semi-dokumentarische Kurzfilm How do you like my hair? (NO 2013) der Regisseurin Emilie Blichfeldt die Große Klappe.
2015 wählte die Jugendjury als Gewinner-Film Mama arbeitet im Westen – Eine Kindheit in Polen (NO/PL/DE 2014) von Åse Svenheim Drivenes.
2016 gewann Christian Cerami mit seinem Dokumentarfilm Black Sheep (GB 2015) den Filmpreis für politische Bildung.
2017 zeichnete die Jugendjury Florian Baron für seinen Film Joe Boots (DE 2017) mit der Großen Klappe aus.
2018 wurde Obon (DE 2018) von André Hörmann und Anna "Samo" Bergmann mit der Großen Klappe prämiert.
2019 erhielt die Filmemacherin Diana Cam Van Nguyen die Große Klappe für ihren Film Spolu sami (CZ 2018). Mit einer lobenden Erwähnung würdigte die Jugendjury Dazwischen Elsa (DE 2019) von Katharina Pethke und Christoph Rohrscheidt.
2020 zeichnete die Jugendjury Lanre Malalou für seinen Film The Circle (UK 2019) mit der Großen Klappe aus. In diesem Jahr wurde eine lobende Erwähnung für  Mezery / Spaces (CZ 2020) von Nora Štrbová ausgesprochen.
2021 wurde der Film Dans le silence d’une mer abyssale (BE 2021) von Juliette Klinke prämiert. Eine lobende Erwähnung sprachen die Jugendlichen für die deutsche Produktion Seepferdchen (DE 2020) von Nele Dehnenkamp aus.
2022 erhielt Diana Cam Van Nguyen ihre zweite Große Klappe, diesmal für Milý tati (CZ 2021). Die lobende Erwähnung wurde an Laura Wadha für ihren Film Born in Damascus (GB 2021) von der Jugendjury ausgesprochen.

## Projekte
Seit 2005 entwickelt doxs! auch Projekte, die über die praktische Erfahrung in der Arbeit mit Film Medienkompetenz vermitteln. Dazu zählt das Kuratieren von europäischen Filmfestivals, um eine hohe Zahl von jungen Menschen zu erreichen und dem Dokumentarfilm näher zu bringen, aber auch medienpädagogische Arbeit in Schulen, mit der die mediale Kompetenz von Kindern gefördert wird.

### doxs! on tour
Mit einem ausgewählten Dokumentarfilmprogramm ist doxs! jährlich auf nationalen wie internationalen Filmfestivals zu Gast. Unter dem Motto ‚Kannst du nicht zu mir kommen – komm ich zu dir!’ versucht doxs! on tour einer großen Zahl von jungen Filminteressierten entgegenzukommen. Über die Grenzen Duisburgs hinaus war doxs! on tour bisher bei verschiedenen Festivals (hier eine Auswahl) vertreten:
- Steirischer Herbst in Graz[8]
- Blicke – Filmfestival des Ruhrgebiets
- Kölner Kinderfilmfest CINEPÄNZ[9]
- Internationales Frauenfilmfestival Dortmund/Köln
- Goethe-Institut in Lille[10]
- Kultur & Spielraum e.V. in München
- Kasseler Dokumentarfilm- und Videofest[11]
- Arras Film Festival in Frankreich
- Tate Britain in London
- Filmfest Hamburg
- Filmplus in Köln[12]
- KINDERFILMTAGE Ruhrgebiet
- ZOOM Kindermuseum in Wien
- MICHEL Kinder und Jugend Filmfest in Hamburg
- Dokument Art Neubrandenburg
- Reykjavík International Film Festival
- Lucas Filmfestival in Frankfurt

### doxs! schule
Anhand von Dokumentarfilmen ist doxs! schule seit 2004 medienpädagogisch an Schulen tätig. Durch eine Förderung des Ministeriums für Schule, Jugend und Kinder NRW und in Kooperation mit dem Verein für Kinderhilfe und Jugendarbeit Duisburg e.V. konnte die Zusammenarbeit intensiviert werden.
Mit Hilfe von ausgebildeten Moderatoren findet in allen Schultypen und Altersklassen eine elementare Medienerziehung und Filmbildung statt. Gemeinsam mit den Schülern werden Filme geschaut und inhaltlich sowie formal erarbeitet. Es wird besprochen, wie Filme entstehen, wo die Unterschiede zwischen Dokumentar- und Spielfilm liegen, wie Realität dargestellt werden kann und bestimmte filmische Effekte ganz gezielte Wirkungen auslösen können; dies alles mit dem erklärten Ziel, die mediale Kompetenz von Kindern kontinuierlich zu fördern. Die einzelnen Projekte variieren je nach Alter der Schüler, Schultyp und Projektart und werden individuell mit der Schule abgesprochen, auch speziell für die Lehrerfortbildung gibt es Angebote. In allen doxs! schule-Projekten bildet jedoch das Sehen und Deuten von Bildern die Grundlage für die medienpädagogische Arbeit – mit Bildern Bilder lesen lernen.
Ein Schwerpunkt der medienpädagogischen Aktivitäten liegt in der inklusiven Filmvermittlung. Mit dem Projekt „Wir zeigen es allen!“ richtet sich doxs! gezielt an Schüler mit besonderem Förderbedarf und entwickelt dabei Formate, die, ausgehend von Stärken der Jugendlichen, Dokumentarfilm rezeptiv und filmpraktisch erschließen. Beispielsweise erstellen Schüler mit einer Sehbeeinträchtigung eigene Audiosdeskritiptionen („Junge Filmbeschreiber“).

### doxs! dok you
Seit 2002 wirbt doxs! dokumentarfilme für kinder und jugendliche um Hören und Sehen. Gleichsam existiert seit dieser Zeit das Wissen um fehlendes Bewusstsein der kinder- und jugendorientierten Filmbranche für dieses wichtige Genre. In Zusammenarbeit mit der dfi-Dokumentarfilminitiative im Filmbüro NW fanden sich 2008 erstmals die initiatorische Kraft, etwas zu bewegen.
Die Idee: Dokumentarfilm auch für junge Menschen greifbar und realisierbar zu machen. Schüler aus ganz NRW konnten in Zusammenarbeit mit professionellen Filmemachern aus ganz Deutschland zu Erzählern und Protagonisten ihrer eigenen Geschichte werden. Die filmische Ambition von dok you ist Dokumentarfilm für und mit Kindern und nicht allein über Kinder. Auf der Duisburger Filmwoche 2009 und 2010 feierten die ersten sechs dok you Filme Premiere:
Gelb & Pink (D 2009) (Regie: Alexandra Schröder)
Herr Rücker (D 2009) (Regie: Anna Wahle)
Ednas Tag (D 2009) (Regie: Bernd Sahling)
Nick & Tim (D 2009) (Regie: Bettina Braun)
2x klüger (D 2010) (Regie: Piet Eekman)
Eiki – vielleicht nach Japan (D 2010) (Regie: Susanne Mi-Son Quester)
2014 realisiert doxs! erstmals ein Stipendiatenprogramm innerhalb der Initiative dok you. In der „doku.klasse“ diskutieren Jugendliche mit Filmemachern dokumentarische Stoffe, die bei ZDF/3sat für die Reihe „Ab 18!“ eingereicht werden. Das Projekt wird in Kooperation mit ZDF/3sat, der Grimme-Akademie und der FSF Berlin durchgeführt. 2016 konnte Deutschlandradio Kultur als neuer Partner dazugewonnen werden.

### dok’mal
Aufbauend auf diesem Projekt entstand in Zusammenarbeit mit Planet Schule/WDR die Internetseite www.dokmal.de, die anhand der sechs dok you-Filme und weiteren Extras den Dokumentarfilm für Kinder in allen Entstehungsetappen nachvollziehbar und erlebbar macht. Interessierte Pädagogen können bei doxs! im Rahmen von Lehrerfortbildungen qualifiziertes Wissen über den Einsatz von Dokumentarfilm im Unterricht am Beispiel des Internetportals dok’mal erwerben. Weitere Infos und die Termine für die WDR-Ausstrahlung der Filme und der ergänzenden Sendungen finden sich auf der Internetseite von dokmal.

### doxs! junge helden
In Kooperation mit dem Goethe-Institut in München wurde zum fünften Jubiläum von doxs! eine DVD-Kompilation zusammengestellt, die insgesamt 26 europäische Kinder- und Jugenddokumentarfilme zusammenfasst. Die Filme aus zehn verschiedenen Ländern wurden vom Goethe-Institut in sechs Sprachen (Deutsch, Englisch, Französisch, Spanisch, Portugiesisch, Russisch) untertitelt und werden von diesem weltweit für Veranstaltungen angeboten. Die fünf DVDs werden ergänzt durch ein Programmkatalog und Begleitmaterial. junge helden kann gesondert über das Goethe-Institut und seine Partner zum kostenlosen Einsatz z. B. an Schulen angefordert werden.

## Forum Filmbildung NRW

### Über das Forum
Das Forum Filmbildung NRW ist eine Initiative von fünf renommierten Filmfestivals im Ruhrgebiet, welche im Rahmen der Kulturhauptstadt RUHR.2010 verschiedene Veranstaltungen zu dem Thema ‚Festivals als Filmschulen’ angeboten hat. doxs! und das IFFF Dortmund/Köln leiteten das Forum Filmbildung im Auftrag folgender Festivals in NRW:
- Internationales Frauenfilmfestival Dortmund/Köln
- Kinofest Lünen
- Internationale Kurzfilmtage Oberhausen
- Duisburger Filmwoche / doxs! dokumentarfilme für kinder und jugendliche
- Blicke – Filmfestival des Ruhrgebiets

Jedes der fünf Festivals besitzt seine eigene Kultur, seine spezifischen Themen und Schwerpunkte. Das Forum Filmbildung NRW nutzt zusammen mit akademischen und pädagogischen Partnern genau diese Besonderheiten der Festivals, um neue Arten der Filmvermittlung zu entwickeln. Die Veranstaltungen sind aus der jeweiligen Festivalkultur heraus konzipiert und eröffnen dadurch neue Perspektiven auf das Medium Film. Durch die praktische Arbeit mit Film wird dieser erlebbar und erfahrbar. 2010 lag ein besonderes Augenmerk auf zwei Veranstaltungsreihen, die sich hauptsächlich an Lehrer, Pädagogen und Filminteressierte wandten.
Das Ziel des Forum Filmbildung NRW ist es, durch den Bezug zu den verschiedenen Schwerpunktsetzungen der Festivals auf bestimmte Genres, Produktionszusammenhänge oder Ästhetiken, vielfältige Arten der Filmvermittlung zu entwickeln und vorzustellen. Darüber hinaus beinhaltet es die Diskussion, um das Wissen über Film zu unterstützen und eine zeitgemäße künstlerische Vermittlung von Film im Unterricht realisierbar zu machen.

### Die Veranstaltungen
Die Reihe der „Erlebnisfortbildungen Film“ des Forum Filmbildung NRW richtete sich vor allem an Lehrer und Pädagogen, die praktisch mit Film arbeiten wollen. Hier wurden Möglichkeiten der Filmvermittlung aufgezeigt und vorgestellt, die im Unterricht eingesetzt werden können. Dabei stand die Verbindung zur Praxis im Zentrum, unterstützt durch die Zusammenarbeit mit Filmemachern, Kamerafrauen und Schauspielern.
Der zweite Veranstaltungsschwerpunkt war die Internationale Vorlesungsreihe „Orte filmischen Wissens: Filmkultur und Filmvermittlung im Zeitalter digitaler Netzwerkkommunikation“, die in Kooperation mit dem Institut für Medienwissenschaft der Ruhr-Universität Bochum im Sommersemester 2010 stattfand. Fachpersonen der Filmwissenschaft und Filmkuratoren, aber auch Vertreter anderer wissenschaftlicher Disziplinen wie Philosophen und Pädagogen, hielten Vorträge zum Thema Filmvermittlung. Dabei lag der Fokus auf der Erkundung der Orte, an denen Wissen durch und über Film entsteht und weitergegeben wird, also von Internetforen bis hin zum Schulzimmer.
Zu der Veranstaltung wurde von Gudrun Sommer, Vinzenz Hediger und Oliver Fahle im Schüren Verlag das Buch „Orte filmischen Wissens“ herausgegeben.
Außerdem war doxs! im Januar/Februar 2012 erstmals bei den vom Forum Filmbildung NRW präsentierten SchulKinoWochen mit der Vorführung zweier Programme aus Festivalfilmen vertreten.